# إليزابيث درو
إليزابيث درو (بالإنجليزية: Elizabeth Drew) هي صحفية أمريكية، ولدت في 16 نوفمبر 1935 في سينسيناتي في الولايات المتحدة.

## وصلات خارجية
- إليزابيث درو على موقع إن إن دي بي (الإنجليزية)